# Supramontana
Supramontana ist eine Gattung der Landplanarien, die in Südamerika vorkommt.

## Merkmale
Individuen der Gattung Supramontana besitzen einen Retraktormuskel im Kopfbereich, der nicht mit Drüsen verbunden ist. Der Muskel ist ähnlich wie die Retraktormuskel in den Gattungen Issoca und Luteostriata, bei denen dieser jedoch mit Drüsen verbunden ist.
Der Kopulationsapparat  weist eine permanente Penispapille sowie einen langen vereinten Ovellinkanal auf.

## Etymologie
Der Gattungsname Supramontana ist eine Kombination der lateinischen Wörter supra (dt. oberhalb) und montanus (dt. Berg). Der Name bezieht sich auf den Fundort der Typusart Supramontana irritata, in der Stadt São Francisco de Paula im Süden Brasiliens, deren vorheriger Name São Francisco de Paula de Cima da Serra (dt. auf der Spitze des Bergs) war.

## Arten
Der Gattung Supramontana werden zwei Arten zugeordnet:
- Supramontana argentina Negrete et al., 2014
- Supramontana irritata  Carbayo & Leal-Zanchet, 2003

## Systematik
Eine molekulargenetische Studie über die Unterfamilie Geoplaninae zeigte, dass die Gattung Luteostriata möglicherweise paraphyletisch ist und ein Monophylum mit den Gattungen Issoca und Supramontana bildet. Dementsprechend gilt der Gattungsrang von Supramontana nicht als gesichert.